# Chenommet

Chenommet este o comună în departamentul Charente, Franța. În 1 ianuarie 2017 avea o populație de 165 de locuitori.